# キル・鬼ごっこ
『キル・鬼ごっこ』は2003年の日本映画。
当初、山田悠介のホラー小説「リアル鬼ごっこ」を原作に進めていたが、出版社側との交渉が不調に終わり、オリジナル脚本で『バトル・ロワイアル』を意識して作ったバイオレンス青春映画。2025年の近未来を舞台に殺人のDNAを持った少年たちを無人島に隔離収容して構成させようとする政府機関を描く。

## あらすじ
2025年、政府は、殺人者の遺伝子を持った、少年少女達を治療の名の下に密かに隔離収容していた。

## スタッフ
- 企画・製作：小田泰之
- エグゼクティブプロデューサー：倉谷宣緒
- 監督：小沼雄一
- 脚本：菅乃廣、石川美香穂
- 撮影：岡雅一
- 特殊メイク：広瀬諭
- 音楽：西村麻聡

## キャスト
- 加藤美佳
- 倉貫匡弘
- 東山義久
- 大阪俊介
- 大家由祐子
- 小林且弥
- 三船美佳
- 山口温
- 松田優
- 風間健